# Partit Socialista del Poble Andalús
Partit Socialista del Poble Andalús (PSPA) fou una escissió del PSOE andalús creada el gener del 1986 pels diputats socialistes al Parlament d'Andalusia Juan Carmona Infante i José María Sánchez Muñoz, que es van passar al grup mixt en denunciar uns abusos comesos per Sevillana de Electricidad. Es presentà a les eleccions al Parlament d'Andalusia de 1986 amb escàs resultat (26.560 vots, el 0,78%). El 1987 es va integrar en la secció andalusa d'Izquierda Unida.